# Фая, Энвер
Энвер Абдюль Фая (алб. Enver Faja; 6 апреля 1934, Тирана — 30 сентября 2011, Страсбург) — албанский архитектор, дипломат, педагог.

## Биография

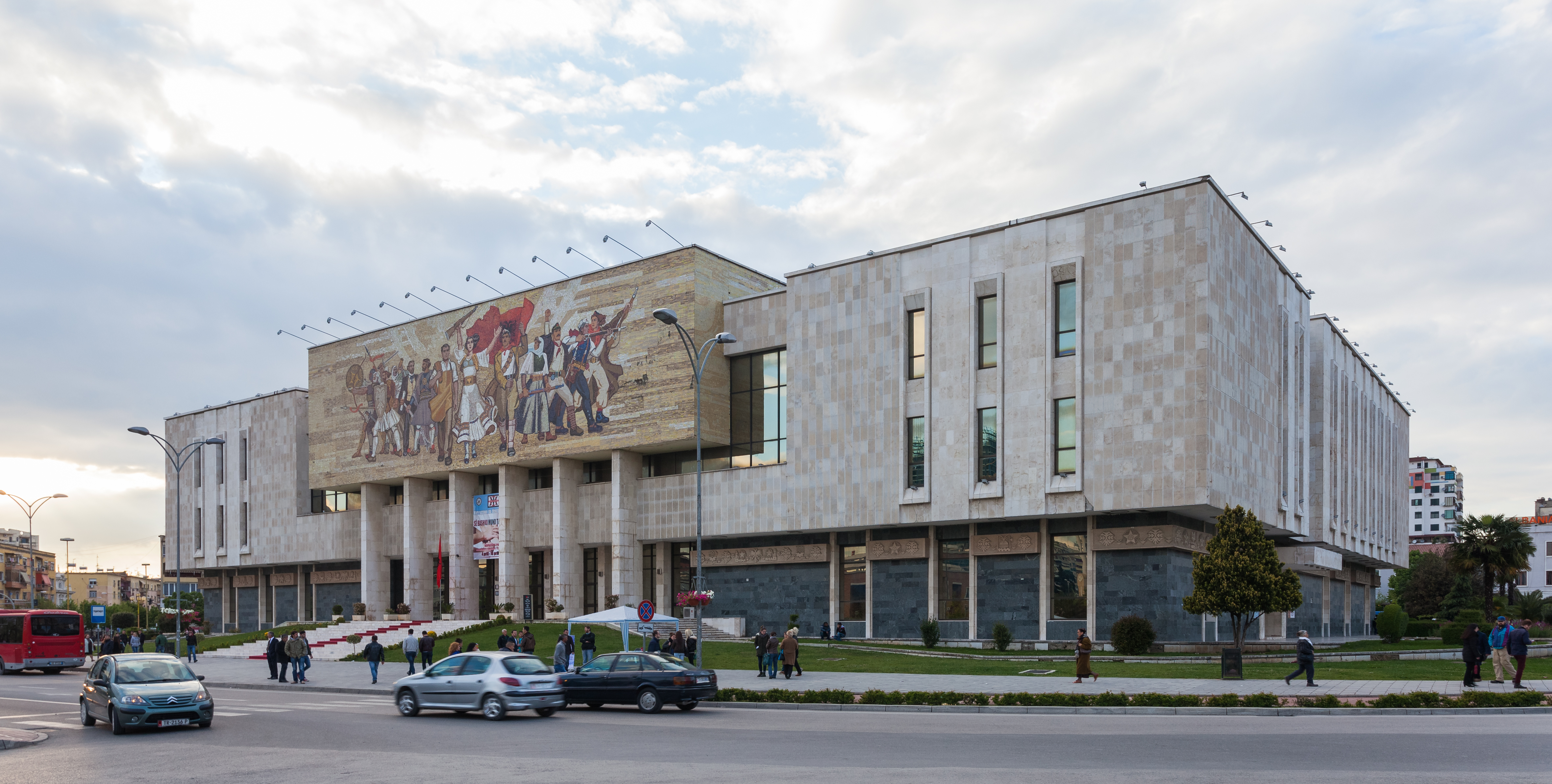
Национальный исторический музей в Тиране, Албания

С 1953 года обучался в Польше на архитектурном факультете Гданьского технологического университета. После окончания первого года обучения, в 1954—1958 годах продолжил учёбу в Краковском политехническом институте (ныне Краковский технологический университет имени Тадеуша Костюшко). В 1958 году вернулся в Албанию. В 1960 году защитил диссертацию в Тиранском университете.
В 1962—1985 годах — научный сотрудник факультета архитектуры Тиранского университета.
Участвовал в создании проектов Национального исторического музея и Кладбища павших за Родину в албанской столице, а также плана современного студенческого городка Университета Тираны. В 1991—1992 годах работал главным архитектором Тираны, был председателем союза архитекторов Албании.
В 1992 году был первым некоммунистическим чрезвычайным и полномочным послом Республики Албания в Польше (до 1997 года), в 1994—1997 годах — одновременно, послом на Украине.
После возвращения в Албанию работал деканом архитектурного факультета Тиранского университета.
Умер после продолжительной болезни в больнице Страсбурга.
Награждён албанским орденом Наима Фрашери.